# Hans Noë
Hans Noë (* 18. Juni 1928 in Czernowitz; † 11. Mai 2025 in Garrison (New York)) war ein US-amerikanischer Architekt und Bildhauer.

## Leben und Werk
Hans Noë wurde als Sohn von Ossy Noë und seiner Frau Sidonie im damals zu Rumänien gehörenden Czernowitz geboren. Die Familie gehörte zum gehobenen Judentum, der Vater war Pädiater. Die Familie konnte sich während des Zweiten Weltkriegs verstecken und entging so dem Holocaust, Hans Noë war aber danach traumatisiert. 1949 emigrierte die ganze Familie nach New York. 
Er studierte am Cooper Union College in New York, wo er Barnett Newman und Mark Rothko traf. Später studierte er Architektur am Illinois Institute of Technology in Chicago bei Mies van der Rohe. Hier traf er auch Judy Baldwin, die Moderne Keramik studierte und die er später heiratete. Sie verließen Chicago und zogen nach New York. Zwischen 1963 und 1971 entwarf und baute er 12 Privathäuser in East Hampton (New York) im analytischen, funktionalen Design, auch Modernismus genannt, auf Long Island zusammen mit seinem Partner Richard Schust. Im Architect's Newspaper sind einige seiner Bauwerke abgebildet.
Noë war nicht zufrieden mit den gesellschaftlichen Anforderungen, die der Bau von Privathäusern für reiche Klienten erforderte. In den 1970er Jahren begann er, Immobilien im Stadtteil SoHo in New York zu kaufen und sie an Künstler zu vermieten. So kam er auch zu Fanelli Cafe, ein historisches Restaurant und Bar in SoHo, welches von Künstlern frequentiert wurde.

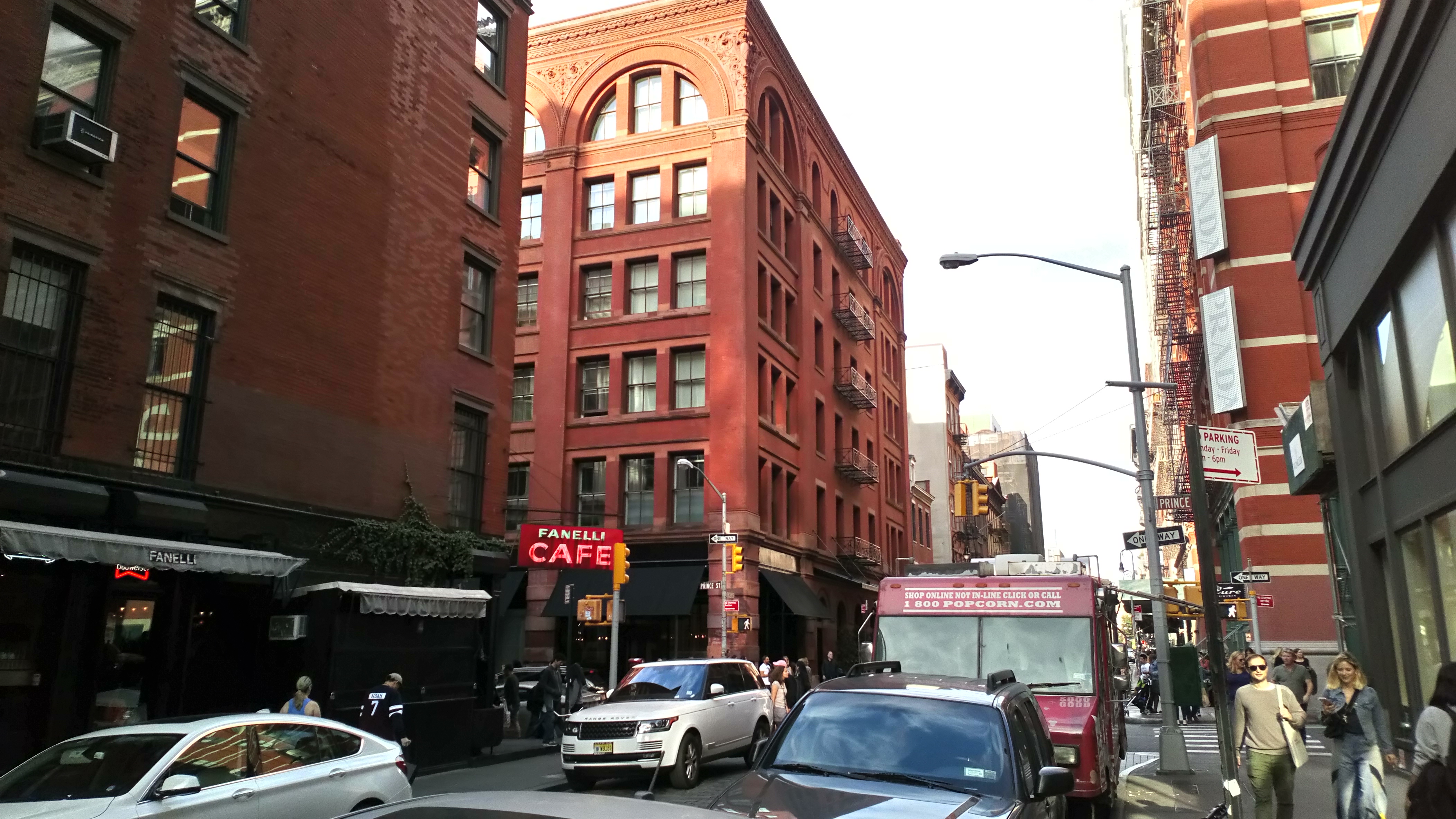
Fanelli Cafe

Später übergab er es an seinen Sohn Sasha. Auch für seine Frau baute er ein Gebäude am LaGuardia Place zum Baldwin Pottery Studio um. Durch diese Immobiliengeschäfte verdiente er genug, um sich zur Ruhe zu setzen. Er selbst zog mit seiner Familie nach Garrison am Hudson River. Sein Anwesen ist von Wäldern umgeben. Hier begann er geometrische Holzskulpturen zu schaffen, manche recht klein, ca. 20 bis 30 cm groß, und manche mehrere Meter groß, die er auf seinem Grundstück ausstellte. Seine Skulpturen wurden ausgestellt im Fireplace Project in East Hampton (2021) und im Manhattan’s National Museum of Mathematics (2023).
Über seine Karriere als Architekt und Künstler sagte er: „Ich habe mir meine allgemeine Abneigung gegen Eigenwerbung und meine Gleichgültigkeit gegenüber Ruhm als Sinnbild einer bestimmten Art moralischer oder zumindest ästhetischer Überlegenheit vorgestellt. Aus gutem Grund weigerte ich mich, an diesem ganzen wahnhaften Rattenrennen teilzunehmen.“ Im Alter war er nicht sicher, ob dies nicht auf sein Trauma durch die Verfolgung in seiner Jugend zurückzuführen sei, er litt wahrscheinlich an einer posttraumatischen Belastungsstörung.
Er hatte zwei Söhne und eine Tochter: Sasha, Alva und Adi.